# 哪裡5打抗
《哪裡5打抗》是一個由Channel V（台灣）舉辦的綜藝節目，由敖犬、阿緯、Apple、小及容嘉主持。（瑤瑤有時會擔任代班主持。）節目募集有才藝的學生上節目PK，讓年輕學子有機會站上舞台，並加上偶像劇等單元，由2008年9月7日開始於Channel V（台灣）播放，播放時間是星期日的晚上七時（11月2日起改為週日晚上6點）。節目於同年11月尾開始停止首播，但沒有任何停播的公告，引起人猜測日後會否恢復拍攝。但到2009年3月7日，Lollipop棒棒堂於CIRCUS狗仔隊節目中的專訪承認節目計劃已經停止。

## 簡介
節目號稱為愛現（很想表現自我）卻又找不到機會、想成為螢光幕前的巨星的人打造一個舞台，以「哪裡5打抗，等你來對抗」作為口號；參加節目的人會在節目上「對抗」一些在同一方面有較好甚至出色表現的人，最終目標則跟同期播放的選秀節目無敵青春克一樣，都是找出有潛力的人簽約成為STAR TV藝人。
節目總監張世明（Andy）曾指出，這有別於模范棒棒堂跟我愛黑澀會兩個明星養成節目，需要長時間訓練才可出道。哪裡5打抗將可以讓參賽者在短時間內出道，或者繞過徵選直接加入以上兩個節目，是成名的捷徑，而模范棒棒堂第二屆第二代成員賤兔、YOYO以及第三屆成員阿都是例子之一，他們都是在《哪裡5打抗》節目中表現優異而被Channel V邀請直接進入或跳過部分初選，並入選成為該節目的一份子。

## 節目內容

### 節目列表
| 集數 | 首播日期 | 主題名稱               | 來賓或評審                                                               | 冠軍／衛冕者 | 附註 |
| 001  | 9月7日   | 大學校園風雲人物選拔賽 | 評審：Andy哥、小米、藍波、Choc7（阿本、毛弟、小祿、李銓、野獸、鮪魚）    | 小璟﹝現在改名為浩克﹞ | 參賽者柳丁曾經參與過模范棒棒堂錄影，為小馬的好友 |
| 002  | 9月14日  | 高中校園風雲人物選拔賽 | 評審：Andy哥、藍波、志偉、黑澀會美眉（蚊子、點點、Taco、斯亞、Hannah）   | 賤兔、YOYO | - 瑤瑤擔任Apple的代班主持 - 兩位冠軍選出後獲Andy哥邀請加入模范棒棒堂 |
| 003  | 9月21日  | 大學校園美女選拔賽     | 評審：Andy哥、林若亞、大目、Choc7（小祿、李銓、小馬、毛弟、鮪魚）        | 安妮 | - 瑤瑤擔任Apple的代班主持 - 參賽者果凍獲Andy哥邀請加入我愛黑澀會 |
| 004  | 9月28日  | 超強學生團體PK賽       | 評審：巧克力、小鬼、藍波、Choc7（小祿、李銓、鮪魚、毛弟、野獸）          | 麥可、石頭 | |
| 005  | 10月5日  | 超了不起小學生才藝PK賽 | 評審：蜜雪、藍波、GiGi、Choc7（小祿、李銓、鮪魚、野獸、毛弟）            | 小燁 | |
| 006  | 10月12日 | WOO燈獎PK賽            | 評審：阿邱、Andy哥、大目、黑Girl（小蠻、鬼鬼、大牙、丫頭、甯兒、MeiMei） | 個人舞蹈：小龍（1勝） 團體舞蹈：STREET SOUL（1勝） 超了不起小學生：小白（1勝） 特殊才藝：極樂鼓坊（1勝）                                                         | - WOO燈獎為一連十週的全新企劃 - WOO燈獎PK賽分為四個項目： - 個人舞蹈 - 團體舞蹈 - 超了不起小學生 - 特殊才藝 - PK賽採取衛冕形式 - 評分方式是分為五個燈： - 每個燈代表3分，總分是15分 - 若同燈，則由電視牆秀雙方分數，一分高下 |
| 007  | 10月19日 | WOO燈獎PK賽            | 評審：Andy哥、藍波、Choc7（阿本、鮪魚、野獸、李銓、小祿、毛弟）          | 個人舞蹈： 小龍（1勝1和）、R霖（1和） 團體舞蹈： STREET SOUL（1勝1和）、新七龍珠GT（1和） 超了不起小學生： 小白（1勝1和）、博新（1和） 特殊才藝：極樂鼓坊（2勝） | |
| 008  | 10月26日 | WOO燈獎PK賽            | 評審：柏青、藍波、Lollipop棒棒堂（小煜、王子）                           | 個人舞蹈：小龍（2勝1和） 團體舞蹈：新七龍珠GT（1勝1和） 超了不起小學生： 小白（1勝2和）、博新（2和） 特殊才藝：JASON（1勝）                                      | |
| 008  | 10月26日 | 辣妹說笑話大賽         | 評審：柏青、藍波、Lollipop棒棒堂（小煜、王子）                           | DORA | - 特別企劃 - 限時一分鐘 - 讓兩位來賓發出會心的一笑，即可過關 - 過關：POPO |
| 009  | 11月2日  | WOO燈獎才藝PK賽        | 評審：阿邱、Andy哥、Choc7（毛弟、李銓、小馬、小祿）                      | 個人舞蹈：小龍（3勝1和） 團體舞蹈：新七龍珠GT（2勝1和） 超了不起小學生： 小白（1勝3和）、博新（3和） 特殊才藝：LADA（1勝）                                       | 這集起播出時間改為每週日晚上6點 |
| 009  | 11月2日  | 模仿王大賽             | 評審：阿邱、Andy哥、Choc7（毛弟、李銓、小馬、小祿）                      | 黃詩杰（阿杰） | - 特別企劃 - 參賽者進行模仿，表演結束前，評審都給分即通過 - 若有兩位以上通過，評審再開會決定誰是模仿王 - 過關：曾聖傑 |
| 010  | 11月9日  | WOO燈獎PK賽            | 評審：博青、Andy哥、Choc7（小馬、小祿、野獸、毛弟）                      | 個人舞蹈：小龍（4勝1和） 團體舞蹈：新七龍珠GT（3勝1和） 超了不起小學生：博新（1勝3和） 特殊才藝：LADA（2勝）                                                     | |
| 010  | 11月9日  | 老師說笑話大賽         | 評審：博青、Andy哥、Choc7（小馬、小祿、野獸、毛弟）                      | 沒有 | - 特別企劃 - 限時30秒上台講笑話，評審全舉牌即通過考驗 - 未通過考驗則需受到乾冰槍伺候 |
| 011  | 11月16日 | WOO燈獎PK賽            | 評審：思涵、Andy哥、阿邱、Energy（書偉、坤達、阿弟、小剛）               | 個人舞蹈：小龍（5勝1和） 團體舞蹈：新七龍珠GT（4勝1和） 超了不起小學生：博新（2勝3和） 特殊才藝： LADA（2勝1和）、宜盈（1和）                                    | |
| 011  | 11月16日 | E級棒美女要你笑        | 評審：思涵、Andy哥、阿邱、Energy（書偉、坤達、阿弟、小剛）               | 沒有 | - 特別企劃 - 限時30秒，美女上台說笑話，評審全舉牌即通過考驗 - 失敗的話，衣服被扯掉，以乾冰槍處罰 |
| 012  | 11月23日 | WOO燈獎PK賽            | 評審：柏青、阿邱、Choc7（鮪魚、小祿、小馬、毛弟）                        | 個人舞蹈：小龍（6勝1和） 團體舞蹈：RUBBER BAND（1勝） 超了不起小學生：博新（3勝3和） 特殊才藝：LADA（3勝1和）                                                    | |
| 012  | 11月23日 | 資深美少女說笑話大賽   | 評審：柏青、阿邱、Choc7（鮪魚、小祿、小馬、毛弟）                        | 沒有 | - 特別企劃 - 限時30秒，資深美少女上台說笑話，評審全覺得好笑，舉牌即可過關 - 失敗要接受乾冰處罰 |
| 013  | 11月30日 | WOO燈獎PK賽            | 評審：柏均、Andy哥、Choc7（毛弟、小祿、小馬、鮪魚）                      | 個人舞蹈：小龍（7勝1和） 團體舞蹈：RUBBER BAND（2勝） 超了不起小學生：博新（4勝3和） 特殊才藝：LADA（4勝1和）                                                    | |
| 013  | 11月30日 | 辣妹說笑話大賽         | 評審：柏均、Andy哥、Choc7（毛弟、小祿、小馬、鮪魚）                      | 沒有 | - 特別企劃 - 限時30秒，辣妹上台說笑，評審全感到好笑，即通過考驗 - 失敗的話，衣服被扯掉&乾冰處罰 |

## 短劇
每次節目後段都會有一個短劇環節，而每系列的短劇都會有一個主題及分題。

### 5打抗高笑
「5打抗高笑」（「高笑」為「高校」的國語同音）的搞笑短劇環節，內容圍繞5位主持跟來賓所飾演的高校學生在班內所發生的爆笑事情（每次短劇都會有來賓加入友情演出）。
在第9集至第12集中，5打抗高笑的主要演員化身為另一些新角色。
於第13集中，只有敖犬化身為另一個新角色。

#### 主要演員
| 角色  | 演員                    | 介 紹                                                                    |
| 敖犬  | 敖犬 （Lollipop棒棒堂） | 壞學生代表，阿緯的大哥，但沒做過壞事，只會睡覺                           |
| 阿緯  | 阿緯 （Lollipop棒棒堂） | 敖犬的跟班，喜歡Apple，但Apple不甩他                                     |
| 容嘉  | 容嘉                    | 班長。 正義感十足，喜歡路見不平，拿土來填                                |
| Apple | Apple （黑Girl）        | 班上的林志玲，寵物是「萌萌」，興趣是逗萌萌玩。口頭禪是「萌萌～站起來！」 |
| 小傑  | 小 （Lollipop棒棒堂）   | 班上的抓耙仔，愛打小報告，但存在感很低。喜歡Apple的妹妹瑤瑤              |
| 瑤瑤  | 瑤瑤 （黑澀會美眉）     | Apple的妹妹，身材姣好。吉祥物是「哞哞」。最喜歡說「哞哞～擠出來！」      |

#### 第9集人物
| 角色 | 演員                    | 介 紹                                          |
| 陽范 | 敖犬 （Lollipop棒棒堂） | 節目主持人，很喜歡主持公道，但常弄巧成拙       |
| 阿白 | 阿緯 （Lollipop棒棒堂） | 個性軟弱，被阿花吃死死的，懷疑阿花偷情         |
| 阿花 | 容嘉                    | 阿白現任老婆，從不做家事，遭到家人排擠         |
| 罔市 | Apple （黑Girl）        | 阿白的媽媽，是一位傳統婦女，相當不滿阿花的行徑 |
| 鮭魚 | 鮪魚 （Choc7）          | 阿花的同事，喜歡阿花，跟阿花出去被抓包         |
| 老白 | 小 （Lollipop棒棒堂）   | 阿白的老爸，小明的阿公，容易生氣倒在地上       |
| 小明 | 毛弟 （Choc7）          | 阿花跟阿白的兒子，有斜眼殘疾，所以阿花不想養他 |

#### 第10集人物
| 角色  | 演員                    | 介 紹                        |
| 敖犬  | 敖犬 （Lollipop棒棒堂） | 白總經理兼購物台模特兒       |
| 阿緯  | 阿緯 （Lollipop棒棒堂） | 劉總經理兼購物台模特兒       |
| 容嘉  | 容嘉                    | 購物專家濕容                 |
| Apple | Apple （黑Girl）        | 商品行銷主任兼購物台模特兒   |
| 小傑  | 小 （Lollipop棒棒堂）   | 廖鑑定師兼購物台模特兒       |
| 毛弟  | 毛弟 （Choc7）          | 商品開發部經理兼購物台模特兒 |

#### 第11集人物
| 角色   | 演員                    | 介 紹                                            |
| 陽范   | 敖犬 （Lollipop棒棒堂） | 節目主持人，很喜歡主持公道，但常弄巧成拙         |
| 廟公   | 阿緯 （Lollipop棒棒堂） | 標榜助人為快樂之本，喜歡為人服務，重要時刻會起乩 |
| 淑女   | 容嘉                    | 委託人，受不了男友香噴噴和小倩的關係             |
| 香噴噴 | 小香                    | 有一位青梅竹馬，導致女友抓狂                     |
| 小倩   | Apple （黑Girl）        | 傻妞，香噴噴的青梅竹馬、紅粉知己                 |
| 廟助   | 小 （Lollipop棒棒堂）   | 廟公的助理，簡稱廟助                             |

#### 第12集人物
| 角色  | 演員                    | 介 紹                                    |
| Apple | Apple （黑Girl）        | 問東答西，喜歡呼嚨阿緯                   |
| 敖犬  | 敖犬 （Lollipop棒棒堂） | 人見人怕，出了名的流氓痞子               |
| 阿緯  | 阿緯 （Lollipop棒棒堂） | 想當個出頭天流氓痞子，但一直失敗的俗辣   |
| 容嘉  | 容嘉                    | 因為無長兄，所以女扮男裝代弟上學         |
| 阿本  | 阿本 （Choc7）          | 詐欺達人，擅用演技詐錢                   |
| 小傑  | 小 （Lollipop棒棒堂）   | 只要跟他說想坐計程車，就會乖乖把錢拿出來 |
| 臨演  | 小祿 （Choc7）          |                                          |

#### 第13集人物
| 角色 | 演員                    | 介 紹                                 |
| 敖犬 | 敖犬 （Lollipop棒棒堂） | 耶小二人組之一，本集沒其他特色        |
| 威廉 | 威廉 （Lollipop棒棒堂） | 耶小二人組之二，喜歡找阿本麻煩        |
| 阿本 | 阿本 （Choc7）          | 本班導師。 有人格分裂傾向，手機超大支 |

### 黑糖全瞎傳
節目於第4集惡搞當時正在熱播的劇集黑糖群俠傳的一個特別短劇。除了內容大多惡搞劇集裡面的人物之外，短劇的主題名也正正跟其國語發音同音。

#### 主要演員
| 角色     | 演員                    | 介 紹                                                         |
| 魏小寶   | 敖犬 （Lollipop棒棒堂） | 南城護法，絕招：金鐘罩、鐵布衫、鐵沙掌 行為不三不四           |
| 令狐臭   | 阿緯 （Lollipop棒棒堂） | 北城護法，絕招：耍劍 會耍劍，但更會耍賤                       |
| 月光仙子 | Apple （黑Girl）        | 東城護法，絕招：拉皮大法 月球來的仙子，口頭禪：代替萌萌懲罰你 |
| 小籠女   | 容嘉                    | 西城護法，絕招：獅吼功 內力過於強大，所以用籠子鎖住內功       |
| 東風不碰 | 小祿 （Choc7）          | 斜教掌門人，招牌武器：乾冰槍 有脊椎側彎的問題                 |
| 伊賀蒼仔 | 小 （Lollipop棒棒堂）   | 藏經閣管理員，絕招：點穴 身負守護藏經閣任務                   |

### 5打抗午間新聞
節目於第5、6、8集模仿名偵探柯南，以新聞形式播出，眾人則尋找兇手。在第5至第6集，除了5打抗高笑的主要演員外，亦加入幾位新演員。在第8集，5打抗高笑的主要演員則化身為另一些新角色。

#### 主要演員
| 角色       | 演員           | 介 紹                                      |
| 柯男       | 李銓 （Choc7） | 中壞人的計，變小孩的名偵探，擅長推理、搞怪 |
| 智多星     | 阿本 （Choc7） | 愛管閒事，個性雞婆，但沒有朋友             |
| 新聞播報員 | 小祿 （Choc7） | 喜歡控制現場人物                           |

#### 第8集人物
| 角色     | 演員                    | 介 紹                                                |
| 范易成   | 敖犬 （Lollipop棒棒堂） | 因為海角8號一炮而紅，還在PUB裡狂歡，但身上中了一把刀 |
| ANDY哥   | 小煜 （Lollipop棒棒堂） | 時尚總監，對於娛樂時事相當明瞭                       |
| 阿賓士   | 阿緯 （Lollipop棒棒堂） | 螢幕怨偶（與張本魚丸）                               |
| 張本魚丸 | Apple （黑Girl）        | 螢幕怨偶（與阿賓士）                                 |
| 陳醫生   | 容嘉                    | 個性神經質，口頭禪：見鬼啦！！                       |
| 茂柏     | 小 （Lollipop棒棒堂）   | 長的像龜仙人的茂柏，常問人可不可以剪掉               |

### 主題及來賓
| 集數 | 分題           | 來賓                                                 |
| 001  | 暑假作業       | 李銓 （Choc7）                                       |
| 002  | 中秋烤肉趣     | 毛弟 （Choc7）                                       |
| 003  | 突襲檢查       | 小祿 （Choc7）                                       |
| 004  | 決戰光明頂     | 小祿 （Choc7）                                       |
| 005  | 午間新聞       | 李銓、小祿（旁白） （Choc7）                         |
| 006  | 毒牛奶事件     | 李銓、阿本、小祿 （Choc7）                           |
| 007  | 海瓜子八號     | 李銓 （Choc7）                                       |
| 008  | 金蔥獎殺人事件 | 小煜 （Lollipop棒棒堂） 李銓、小祿（旁白） （Choc7） |
| 009  | 分手擂台       | 毛弟、鮪魚、小祿（旁白） （Choc7）                   |
| 010  | 5打抗購物台    | 毛弟、小祿（旁白） （Choc7）                         |
| 011  | 分手擂台       | 小香 小祿（旁白） （Choc7）                          |
| 012  | 詐欺花美男     | 阿本 （Choc7）                                       |
| 013  | 我們這一班     | 阿本 （Choc7） 威廉 （Lollipop棒棒堂）               |

## 備註
1. ↑  本列表所顯示的主題名稱與哪裡5打抗官方網站上記錄的並不一致，由於網站中所記錄的集數並不齊全，因此以上是按照節目播出時畫面上顯示的主題名稱來編寫。